# Standardwerk
Standardwerk (oder Standardliteratur) ist die Bezeichnung für Werke, über deren Bedeutung innerhalb des jeweiligen Wissensgebiets ein breiter fachinterner Konsens besteht. Sie bilden entweder die communis opinio oder aber eine besonders einflussreiche Denkrichtung ab und gelten als unverzichtbarer Referenzpunkt bei der wissenschaftlichen Beschäftigung mit einem bestimmten Thema.

## Funktion
Die allgemein anerkannten Inhalte von Standardwerken sichern die Kontinuität des Fachgebiets. Standardwerke „leisten eine gegenstandsbezogene Reduktion des Fachwissens“ und ermöglichen eine einfachere „Teilnahme an der Kommunikation“ des Fachs. Sie erfüllen dadurch eine wichtige Funktion für die Kanonisierung von Wissen, da sie eine Verbindung zu Institutionen schaffen, „die das kanonisierte Wissen in ihre lebensweltlichen Zusammenhänge transferieren“. Darüber hinaus erfüllt Standardliteratur bei der Erstellung wissenschaftlicher Arbeiten einen zentralen Zweck. Sie dient dazu, Grundlagen bei dem bearbeiteten Fachgebiet darzustellen, auf die dann – zum Beispiel über vertiefende Literatur, aktuelle Ergebnisse aus dem Internet oder auch (selbst durchgeführte) empirische Analyse – aufgebaut werden kann. Dies gilt auch dann, wenn man von der communis opinio abzuweichen gedenkt. Darum ist es bei jeder wissenschaftlichen Arbeit grundlegende Voraussetzung, auf einer möglichst breiten (was nicht unbedingt heißen muss: quantitativ großen) Basis an Standardliteratur aufzubauen. Entscheidend ist in diesem Zusammenhang die Qualität der zugrunde gelegten Literatur.

## Beispiele
Eines der frühesten Standardwerke war das im März 1776 von Adam Smith erschienene Buch Der Wohlstand der Nationen, mit dem die heutige Volkswirtschaftslehre begründet wurde. Beispielsweise wird das seit 1915 in 24 Auflagen veröffentlichte Etymologische Wörterbuch der deutschen Sprache als Standardwerk der deutschen Sprachwissenschaft bezeichnet und als das Standardwerk der Etymologie der deutschen Sprache. In der Orientalistik gilt das Arabische Wörterbuch von Hans Wehr, ein umfangreiches arabisch-deutsches Wörterbuch, als ein Standardwerk, sogar außerhalb des deutschsprachigen Raumes. In der Mathematik wird das Buch Algebraic Geometry von Robin Hartshorne als Standardwerk der modernen algebraischen Geometrie angesehen. Alle drei Werke sind in ihren Fachgebieten unter den Namen ihrer Autoren bekannt, das etymologische Wörterbuch als „der Kluge“, nach seinem ersten Bearbeiter Friedrich Kluge, das arabische Wörterbuch als „der Wehr“, das mathematische Lehrbuch als „der Hartshorne“ oder „das Buch von Hartshorne“.
| Erstausgabe | Autoren / Herausgeber               | Buchtitel                                                                                             | Fachgebiet                         | ISBN |
| ----------- | ----------------------------------- | --- | ---------------------------------- | --- |
| 1776        | Adam Smith                          | Der Wohlstand der Nationen (englisch An Inquiry into the Nature and Causes of the Wealth of Nations)  | Volkswirtschaftslehre              | ISBN 978-3-7306-0018-4 |
| 1857        | Akademischer Verein Hütte           | Hütte – Des Ingenieurs Taschenbuch                                                                    | Ingenieurwesen                     | ISBN 978-3-433-00562-0 |
| 1883        | Friedrich Kluge                     | Etymologisches Wörterbuch der deutschen Sprache                                                       | Etymologie                         | ISBN 978-3-11-017473-1 |
| 1894        | Willibald Pschyrembel               | Pschyrembel                                                                                           | Medizin                            | ISBN 978-3-11-078334-6 |
| 1900        | Arnold F. Holleman                  | Lehrbuch der Anorganischen Chemie                                                                     | anorganische Chemie                | ISBN 978-3-11-017770-1 |
| 1914        | Heinrich Dubbel                     | Taschenbuch für den Maschinenbau                                                                      | Maschinenbau                       | ISBN 978-3-642-17305-9 |
| 1936        | Ernst Neufert                       | Bauentwurfslehre                                                                                      | Bauplanung                         | ISBN 978-3-658-21876-8 |
| 1938        | Otto Palandt                        | Palandt: Kurzkommentar zum BGB                                                                        | Rechtswissenschaft                 | ISBN 978-3-406-80470-0 |
| 1947        | Hermann Römpp                       | Römpp Lexikon Chemie                                                                                  | Chemie                             | ISBN 978-3-13-734610-4 |
| Ab 1950     | Lew Landau und Jewgeni Lifschiz     | Lehrbuch der theoretischen Physik                                                                     | Physik                             | Mehrere Ausgaben, u. a. in der DDR im Akademie Verlag; ins Englische bei Pergamon Press/Butterworth-Heinemann; Weiterhin verfügbar bei Europa-Lehrmittel |
| 1960        | Günter Wöhe                         | Einführung in die Allgemeine Betriebswirtschaftslehre                                                 | Betriebswirtschaftslehre           | ISBN 978-3-8006-4687-6 |
| 1969        | Simon Sze                           | Physics of Semiconductor Devices; später auch auf Deutsch verfügbar: Physik der Halbleiterbauelemente | Elektrotechnik / Halbleitertechnik | 1. Auflage 1969; 4. Aufl. 2021 (auch Deutsch), siehe die Profilseite für Details.                                                                        |
| 1969        | K. H. Lieser und später J. V. Kratz | Einführung in die Kernchemie; später nur in Englisch verfügbar: Nuclear and Radiochemistry            | Chemie / Physik                    | 1. Aufl. 1969; 4. Aufl. Englisch ISBN 978-3-527-34905-0                                                                                                  |

Durch Tod der Autoren der Erstausgaben haben weitere Autoren bei nachfolgenden Auflagen für die Fortführung, Aktualisierung und Weiterentwicklung der Werke gesorgt. So gibt es beim „Wöhe“ als Nachfolger Ulrich Döring und Gerrit Brösel. Der BGB-Kommentar von Otto Palandt wurde im Dezember 2021 mit der 81. Auflage in „Grüneberg“ (nach Christian Grüneberg) umbenannt.

## Benennung
Standardwerke sind in ihren Fachgebieten häufig unter den Namen ihrer Autoren bekannt. Die Bezeichnung eines Standardwerks nach dem Familiennamen seines ursprünglichen Verfassers oder Bearbeiters wird wegen ihrer Bekanntheit (und zur Ehrung des betreffenden Wissenschaftlers) meist auch dann beibehalten, wenn das Werk in der Zwischenzeit so grundlegend überarbeitet wurde (womöglich sogar mehrmals), dass eigentlich nur noch sehr wenig vom ursprünglichen Inhalt vorhanden ist und daher kaum noch etwas vom namensgebenden Verfasser stammt.

## Referenzwerke
Neben den oben genannten Beispielen existieren in verschiedenen Fachdomänen sogenannte Referenzwerke. Diese Serien umfassen teilweise weit mehr als 20 Bände und werden häufig auch als Enzyklopädien betitelt. Einige Beispiele sind:
- Chemie/Materialwissenschaften: Ullmanns, Kirk-Othmer, Gmelins, Landolt-Börnstein
- Ingenieurwesen: Die Bücher von Herausgeber Richard C. Dorf
- Mathematik: Hochschulbücher für Mathematik, Taschenbuch der Mathematik, Graduate Texts in Mathematics
- Philosophie: Stanford Encyclopedia of Philosophy
- Physik: Handbuch der Physik, Hochschulbücher für Physik, Encyclopedia of Applied Physics, Graduate Texts in Physics

Viele weitere „Standardserien“ existieren, darunter sehr viele „Handbuchserien“ oder einzelne Handbücher, die als Referenzen in ihrem Fachgebiet gelten.